# Новотаманское сельское поселение
Новотаманское сельское поселение — муниципальное образование в Темрюкском районе Краснодарского края России.
В рамках административно-территориального устройства Краснодарского края ему соответствует Новотаманский сельский округ.
Административный центр — посёлок Таманский.

## Население
| 2010  | 2012  | 2013  | 2014  | 2015  | 2016  | 2017  |
| ----- | ----- | ----- | ----- | ----- | ----- | ----- |
| 5058  | ↗5096 | ↘5092 | ↗5100 | ↘5082 | ↗5107 | ↗5142 |
| 2018  | 2019  | 2020  | 2021  | 2023  |       |       |
| ↘5120 | ↗5140 | ↗5155 | ↘4910 | ↗4987 |       |       |

## Населённые пункты
В состав сельского поселения (сельского округа) входят 4 населённых пункта:
| № | Населённый пункт | Тип населённого пункта | Население (чел.) |
| - | ---------------- | ---------------------- | ---------------- |
| 1 | Артющенко        | посёлок                | →90              |
| 2 | Веселовка        | посёлок                | ↗1742            |
| 3 | Прогресс         | посёлок                | ↗1314            |
| 4 | Таманский        | посёлок                | ↘1912            |